# Chrysops frigidus
Chrysops frigidus är en tvåvingeart som beskrevs av Osten Sacken 1875. Chrysops frigidus ingår i släktet Chrysops och familjen bromsar. Inga underarter finns listade i Catalogue of Life.